# Cosmosoma galbana
Cosmosoma galbana är en fjärilsart som beskrevs av William Schaus 1912. Cosmosoma galbana ingår i släktet Cosmosoma och familjen björnspinnare. Inga underarter finns listade i Catalogue of Life.